# Scrimshaw

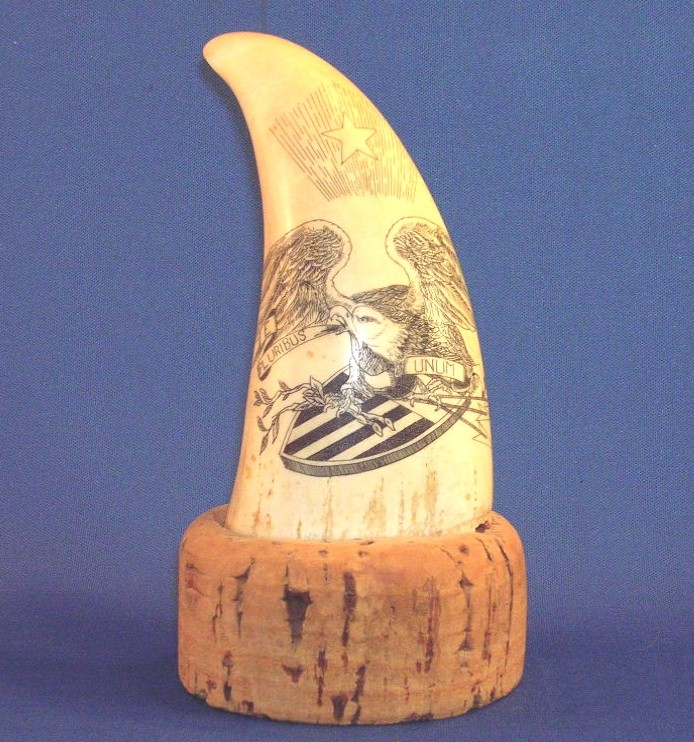
Un scrimshaw realitzat per l'artista Leo Meyer en una dent de balena.

Scrimshaw (en anglès, ['skɺɪmshɔ]) és una paraula provinent de l'anglès que descriu la realització de gravats en os o vori de balena o vori de morsa. A voltes també s'utilitza en referència a escultures fetes amb els mateixos materials. Modernament, amb la prohibició de la caça de balenes, es realitza aquesta tècnica en altres materials amb propietats semblants, com el plàstic o la fusta de boix.
Aquest art s'associa tradicionalment amb els caçadors de balenes, que el van desenvolupar a partir del segle xviii per aprofitar les dents dels exemplars que caçaven i omplir les hores mortes. Amb un ganivet o punxó, realitzaven gravats al material que després tenyien amb tinta, sutja, tabac o altres pigments. El resultat és un dibuix de línies fines de color fosc que contrasta amb la blancor del vori o os. Els pastors del Pirineu realitzaven gravats semblants en les culleres i d'altres estris que feien de boix, els quals omplien d'una barreja de pols de sutja i llard.